# Berberkronhjort
Berberkronhjort eller Atlashjort (Cervus elaphus barbarus) är en underart av kronhjort och den enda populationen av arten som förekommer i Afrika. Den är nära släkt med underarten Cervus elaphus corsicanus från Korsika och Sardinien och i några avhandlingar betraktas de som synonymer.
Hannar når en kroppslängd (huvud och bål) av 190 cm, en mankhöjd av 130 till 140 cm och en vikt upp till 200 kg. Honor är med en vikt av upp till 70 kg tydlig mindre. Bara hannar har horn som blir 80 till 90 cm långa. De har en kastanjebrun färg med vitaktiga spetsar. Kännetecknande är ljusa punkter på honornas och unga hannars päls som oftast bildar linjer. Hannar som är äldre än tre eller fyra år har inga punkter. Den allmänna pälsfärgen är under sommaren ljusbrun med röd skugga och under vintern mörkbrun med grå skugga. Hornen bildas varje år i februari eller mars och under juli är de full utvecklade och täckta av hud. Huden skrapas under brunsten bort.
Populationen hade ursprungligen ett stort utbredningsområde i Atlasbergen i Algeriet och Tunisien. Kanske fanns underarten även i Marocko. Under 1960-talet var beståndet i Tunisien nästan utdött och 1962 fanns bara sju exemplar kvar. Landet införde 1966 ett jaktförbud och dessutom vandrade några individer över från Algeriet. Underarten vistas helst i öppna skogar med korkek (Quercus suber) och Quercus canariensis.
Hannar och honor är mellan augusti och oktober brunstiga. Honan är efter parningen cirka åtta månader dräktig och föder under maj eller juni en enda kid. Ungen har tydliga ljusa fläckar på kroppen som försvinner efter ungefär tre månader, förutom de ovan nämnda punkterna.